# Louis Michel Aury

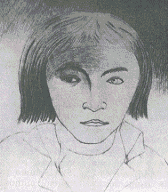
Waarschijnlijk zelfportret van Louis Michel Aury, gemaakt rond 1816.

Louis Michel Aury (Parijs, 1788 – Providencia, 30 augustus 1821) was een kaper en avonturier van Franse afkomst. Hij heeft ook militaire titels gehad. Hij werd vooral bekend doordat hij in diverse landen betrokken raakte bij de Latijns-Amerikaanse onafhankelijkheidsstrijd. Zo heeft hij Simón Bolívar geholpen bij zijn strijd om Nieuw-Granada te bevrijden. Ook is hij bijna een jaar lang gouverneur van Texas geweest vanuit de plaats Galveston, die hij bestuurde voor de Mexicaanse rebellen.

## Franse marine
Louis Michel Aury is geboren in 1788 in een familie van de Parijse middenstand. In 1802 trad hij in dienst van de Franse marine. In die tijd was er soms weinig verschil tussen een marinesoldaat en een zeerover. Dit kwam met name doordat het mogelijk was om van het thuisland kaperbrieven mee te krijgen, die het recht gaven om schepen van vijandelijke landen te overvallen. Beide dingen heeft Aury gedaan in Franse dienst.
Toch wilde hij graag de Franse marine verlaten. Deels kwam dat doordat hij zich in zijn vrijheidsidealen teleurgesteld voelde toen Napoleon zichzelf tot keizer kroonde. Maar ook wilde Aury met grotere zelfstandigheid opereren. In 1810 had hij genoeg buit verzameld om voor zichzelf een schip te kunnen kopen, waardoor hij op eigen kracht verder kon.

## Nieuw-Granada
In 1813 voer hij uit vanuit Noord-Carolina met kaperbrieven van de rebellen in Venezuela om Spaanse schepen te overvallen. Hij kwam aan in het Spaanse onderkoninkrijk Nieuw-Granada dat ook in de onafhankelijkheidsstrijd verwikkeld was, onder leiding van Simón Bolívar. De opstandelingen van Nieuw-Granada gaven hem kaperbrieven om Spaanse schepen te overvallen, en gaven hem later zelfs de rang van commodore bij hun marine.
In januari 1816 was de stad Cartagena, waar vele opstandelingen zich verschanst hadden, belegerd door de Spanjaarden. Met grote inspanning doorbrak Aury de omsingeling, en hielp honderden mensen om uit de stad te ontsnappen. Hij bracht ze naar de stad Aux Cayes op Haïti, waar Bolívar al was aangekomen.
Er ontstond echter een ruzie tussen beide mannen. Bolívar vond dat Aury een onverantwoord risico had genomen door te veel mensen uit Cartagena te willen bevrijden. Van zijn kant was Aury niet tevreden met de beloning die Bolívar hem aanbood. De ruzie werd verder opgestookt door admiraal Pedro Luis Brión, een Curaçaose Nederlander die zelf een hoofdrol in de strijd wilde opeisen. Daarop besloot Aury de dienst van Bolívar te verlaten.

## Reis naar Galveston
Hij sloot zich aan bij een groep avonturiers uit New Orleans, die de Mexicaanse rebellen in Texas wilden bijstaan in hun strijd tegen de Spanjaarden. Op dat moment was Texas nog Mexicaans gebied. Dat land had zich in 1810 onafhankelijk verklaard van Spanje, maar was nog in een bittere strijd tegen de kolonisator verwikkeld.
Aury verliet Aux Cayes op 4 juni 1816, en deed op zijn reis op 17 juli Belize aan. Onderweg overviel hij nog verschillende schepen. Toen hij op 7 september in de haven van het Texaanse eiland Galveston aankwam, ontstond er echter een muiterij onder de Haïtiaanse bemanning van zijn schip, waarbij Aury gewond raakte. De muitende zeelieden vertrokken met de buit die hij veroverd had naar Haïti.

## Gouverneur van Texas
Een aantal dagen later kwam de Mexicaanse opstandeling José Manuel de Herrera aan in Galveston en verklaarde het eiland tot onderdeel van de Republiek Mexico. Op 13 september benoemde hij Aury tot civiel en militair gouverneur van Texas. Onder Aurys leiding kwam in Galveston de eerste permanente bebouwing tot stand.
Ook in zijn functie als gouverneur bleef het een belangrijk deel van zijn taak om schepen van de Spaanse vijand te overvallen. Onder zijn leiding groeide Galveston dan ook uit tot een echt zeeroversnest. Zwaarbewapende schepen maakten van hieruit de Golf van Mexico onveilig.
Bondgenoten uit New Orleans stuurden troepen om hem te helpen bij de verovering van Texas. Hun leider Henry Perry weigerde echter om Aury als zijn meerdere te erkennen. Daarop werd de opstandeling en piraat Francisco Javier Mina gestuurd, die op 22 november aankwam in Galveston. In het begin was Aury niet erg blij met zijn komst. Maar Perry en een aantal anderen wisten hem te overtuigen met Mina samen te werken. Er bleven echter ruzies ontstaan tussen Aury, Mina en de mensen in New Orleans. Daarom bliezen deze laatsten het plan af om een grootscheepse invasie van Nieuw-Spanje uit te voeren onder leiding van Aury.
Hierop besloten Aury en Mina, die kennelijk onderling de strijdbijl hadden begraven, op eigen houtje te vertrekken. In april 1817 reisden ze met 250 man die met Mina waren meegekomen, waaronder een groot aantal Engelse avonturiers, naar Soto la Marina in de regio Nieuw-Santander. Zij hoopten dat een andere groep Mexicaanse opstandelingen onder leiding van Guadalupe Victoria zich hier bij hen zou voegen. Aury en Mina werden echter verdreven door een Spaanse commandant met de naam Joaquin Arredondo.
Ook hierna bleef Aury op rooftocht gaan. Toen hij echter terugkwam van een van deze tochten, ontdekte dat zijn piratenbasis op Galveston was overgenomen door Jean Lafitte. Hij besefte al snel dat het kansloos zou zijn om het eiland te heroveren, omdat Jean Lafitte en zijn broer Pierre het inmiddels al stevig in hun greep hadden.

## Matagordabaai
Daarom vertrok Aury met 13 schepen naar de Matagordabaai, om te proberen daar een nieuwe basis te stichten. Hij arriveerde daar in juni 1817. Kennelijk beviel de natuurlijke haven hem echter niet vanwege de lastig bevaarbare toegang, of misschien had hij te veel moeilijkheden met de inheemse Caranchua's. In elk geval verliet hij de baai al snel weer.
De Spaanse gouverneur Antonio Martínez begreep niet goed waarom hij opeens verdwenen was, maar was hier erg opgelucht over. Op 26 juli schreef hij aan zijn meerderen:
In dat verslag kunt u vernemen over 13 schepen die in de haven van Matagorda voor anker lagen... Ik ben er zeker van dat zij door een of ander zee-eskader zijn aangevallen, of onder elkaar gingen vechten. Een aanval over land is onmogelijk, ten eerste omdat zij zich tussen twee watermassa's bevonden, ten tweede omdat de observatieploeg gestationeerd was op de enige doorgangsweg die naar die kust leidt.

## Florida

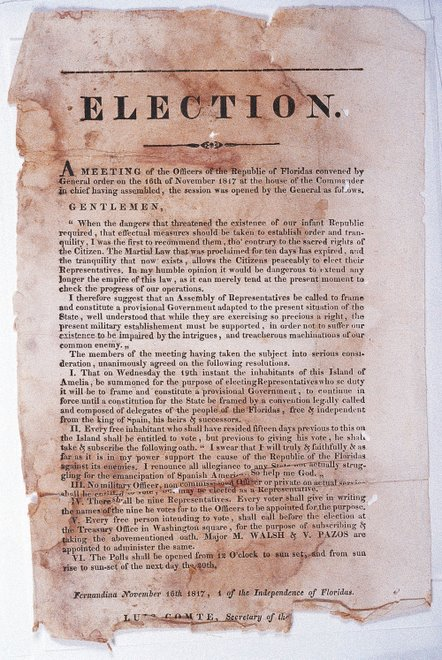
Aankondiging van de verkiezingen van de "Republiek Florida"

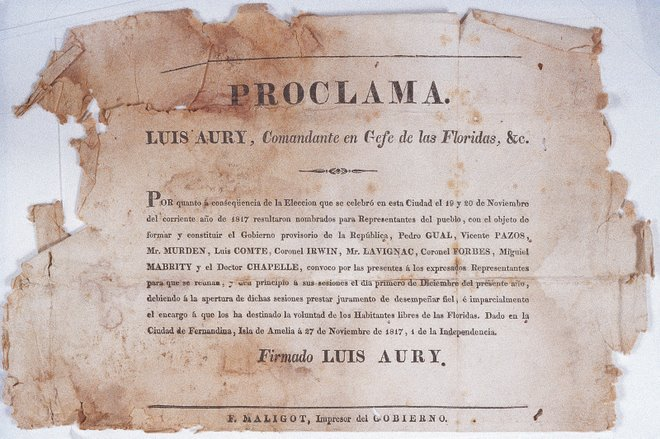
Resultaat van de verkiezingen, ondertekend met "Louis Aury"

Op 31 juli 1817 nam Aury definitief ontslag als Mexicaans gouverneur van Texas, en sloot zich aan bij de Schotse avonturier Gregor MacGregor. Deze had van zakenlieden uit de Verenigde Staten geld gekregen om te proberen Florida te veroveren op de Spanjaarden. Hij deed dit samen met Ruggles Howard, de High Sheriff van New York, en Jared Irwin, een voormalig Congreslid uit Pennsylvania. Bovendien kreeg hij steun van de opstandige Latijns-Amerikaanse republieken Venezuela, Nieuw-Granada, Mexico en Río de la Plata.
MacGregor had het eiland Amelia al veroverd, en wilde van daaruit de rest van Florida aanvallen. Na de Slag om Amelia van 13 september 1817, waarin de Spanjaarden het eiland probeerden te heroveren, had hij echter weinig fondsen meer. Omdat zijn geldschieters niet meer over de brug kwamen, riep hij de hulp van Aury in. Deze had namelijk veel buit veroverd tijdens zijn verblijf in Galveston.
Samen met twee andere piraten kwam Aury op 17 september op Amelia aan. Hubbard verwelkomde hem hartelijk, en vroeg hem meteen om fondsen. Aury stelde hier de voorwaarde aan dat hij het hoogste gezag op het eiland zou krijgen, zowel over civiele als militaire aangelegenheden, zoals hij ook in Galveston had gehad. Na enig geruzie bereikten ze het compromis dat Hubbard de civiele gouverneur zou worden, en Aury de opperbevelhebber van het leger en de zeemacht, met Irwin als zijn adjudant-generaal. Onderdeel van het compromis was ook dat Amelia bij de Mexicaanse Republiek ingelijfd zou worden, wat op 21 september met luide kanonschoten gebeurde.
Onder Aury bloeide de handel op Amelia op. Wel begonnen er problemen te ontstaan tussen de verschillende bevolkingsgroepen. Op het eiland huisden avonturiers uit de Verenigde Staten, Engeland en Ierland, zwaarbewapende strijders uit verschillende Latijns-Amerikaanse landen, maar ook Fransen die overgekomen waren na de Napoleonitische oorlogen. Tevens had Aury 130 mulatten uit Galveston laten overkomen om hem bij te staan. Deze werden De zwarten van Aury genoemd.
Al gauw ontstond er onenigheid tussen de Engelssprekende bewoners en de aanhangers van Aury. Dit werd verder opgestookt door Hubbard, die het slecht kon verkroppen dat Aury zo veel macht had. Ook lagen er racistische motieven ten grondslag aan deze strijd. Aury bestormde hierop Hubbards hoofdkwartier met een groep gewapende mulatten. Hubbard overleed enkele dagen later.
Op 5 november stelde Aury een rij gewapende piraten op langs de haven van het eiland, en nam hiermee de macht over. Hij riep hierna op Amelia de "Republiek Florida" uit. Om aan zijn machtsovername een soort van legitimiteit te geven, begon hij meteen met het voorbereiden van verkiezingen. Deze vonden plaats op 1 december, en hierin werd Irwin tot President van de Raad van Vertegenwoordigers gekozen. Deze fungeerde als een soort stroman van Aury.
Aury kreeg hierbij hulp van een tweetal Zuid-Amerikanen, die door een andere piraat naar Amelia waren gebracht: Vicente Pazos, een uitgever uit Buenos Aires, en dr. Pedro Gual uit Caracas. Zij hielpen hem met het opstellen van een grondwet voor het eiland. Dr. Gual probeerde Aury over te halen om zich weer te mengen in de Zuid-Amerikaanse strijd. Hierbij zou Aury zich concentreren op Nieuw-Granada, te beginnen in Panama, en zou hij Venezuela aan Bolívar overlaten.
Intussen had president Monroe een act of Congress ingeroepen, die in 1811 in het geheim was aangenomen als voorbereiding op de Oorlog van 1812. Deze gaf hem het recht om elke buitenlandse mogendheid te bestrijden die delen van Florida bezet hield. Hij gaf daarom opdracht aan het leger om de "Mexicanen van Aury" van Amelia te verdrijven. Aury zag in dat het zinloos was om zich te verzetten. Omdat zijn schepen in slechte conditie waren, kon hij het eiland ook niet verlaten. Hij schreef daarop een protestbrief aan Monroe, en gaf zich op 23 december over. Formeel hielden de Verenigde Staten na deze inname het eiland "in beheer" voor Spanje, maar in feite was het hiermee door hen geannexeerd.
Na de inname werden de mulatten die op Amelia woonden overgebracht naar Saint-Domingue. De blanke bewoners, waaronder Aury, werden nog enkele maanden vastgehouden als "ongewenste gasten", maar mochten in het begin van 1818 vertrekken.

## Venezuela
Gehoor gevend aan de oproep van Gual, vertrok Aury met 14 schepen naar Barlovento in Venezuela. Daar was Brión intussen in de monding van de Orinoco in het nauw gedreven door een Spaanse vloot die vanuit Cádiz was vertrokken om hem te verslaan. Het lukte Aury om hem uit deze benarde situatie te bevrijden, maar kennelijk was de situatie tussen de mannen nog niet verbeterd, want Brión bedankte hem er niet voor.

## Providencia

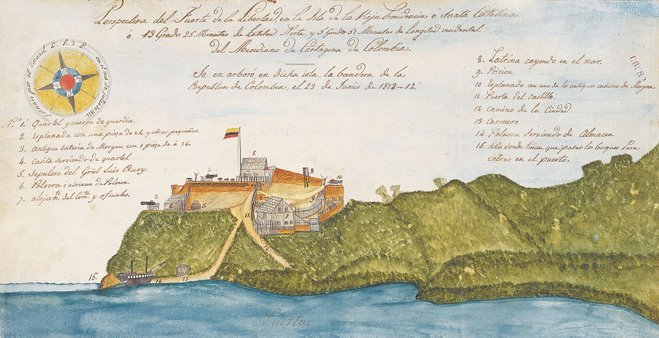
Fort van Louis Michel Aury op Providencia

Teleurgesteld trok Aury daarop naar het eiland Providencia. Dit eiland behoorde formeel toe aan het onderkoninkrijk Nieuw-Grenada, maar de Spanjaarden hadden er weinig belangstelling voor. Daarom werd het bewoond door een aantal Engelse puriteinen. Op 4 juli 1818 veroverde Aury dit eiland, en de omringende eilanden San Andrés en Santa Catalina met een leger van 400 man. Hij had hierbij hulp van zijn ondergeschikte, de Italiaanse geograaf Agostino Codazzi die in Galveston al luitenant van zijn artillerie was geweest. Codazzi hielp hem ook om het fort La Libertad te bouwen op Providencia.
In die tijd arriveerde een Chileens geestelijke met de naam José Cortés Madariaga op Providencia. Hij overtuigde Aury ervan om te helpen bij de bevrijding van Midden-Amerika. Hij overhandigde hem kapersbrieven in naam van de Confederatie van Buenos Aires en Chili. Vanaf dat moment voer Aury onder de vlag van deze Confederatie. Onder deze vlag veroverde hij het Kasteel van San Felipe aan het Meer van Izabal in het huidige Guatemala.
Onder Aurys leiding waren de eilanden Providencia, San Andrés en Santa Catalina in feite een zelfstandig gebied, als het ware de eerste onafhankelijke staat in Midden-Amerika. Aury stelde hiervoor een blauw-wit-blauwe vlag in, waarvan de kleuren later als voorbeeld dienden voor de vlaggen van de meeste landen van Midden-Amerika, en van Argentinië. In principe was hij er geen tegenstander van om de eilanden te laten opgaan in de republiek Groot-Colombia, maar zijn ruzie met Bolívar belette dit. Aury bezorgde de eilanden een zekere mate van welvaart, door de buit die hij op de Spanjaarden veroverde, en door het drijven van handel.
Tot het einde toe probeerde Aury de relatie met Bolívar te verbeteren, en van hem erkenning voor zijn werk te krijgen, maar dit was tevergeefs. Hij bood meermaals aan om Bolívar met zijn 14 schepen te ondersteunen, maar deze weigerde steevast. Wel probeerde Bolívar hem in 1819 tot kapitein van de Colombiaanse vloot te benoemen, maar Aury weigerde dit omdat hij vond dat hij net zo veel recht als Brión had op de rang van admiraal.
De vicepresident van Colombia, Francisco de Paula Santander, had wel veel bewondering voor Aury. Hij schreef hem:
Het was een vergissing van ons om niet de samenwerking met uw zeemacht te accepteren, maar het was geen vergissing om u altijd een vriend en een verdediger van de onafhankelijkheid te noemen.
Op een gegeven moment vroeg de regering van Colombia hem nog wel om deel te nemen aan een campagne ter bevrijding van Panama. Op dat moment was echter een groot deel van zijn vloot juist verwoest door een orkaan, en was zijn bemanning verzwakt door ziektes. Toen Brión hem in staat van beschuldiging stelde omdat hij niet had meegedaan, schreef Aury een lange brief aan het Colombiaanse congres, waarin hij de situatie uitlegde. Wel lukte het hem na al deze tegenslag om het eiland weer op te bouwen en welvarend te krijgen.
In april 1819 probeerde hij de havenstad Trujillo in Honduras te veroveren, maar daar moest hij zich terugtrekken. Daarom trok hij in mei door naar Omoa. Na een belegering van 7 dagen had hij deze stad bijna in handen. Toen kreeg hij echter bericht dat Santander hem wilde aanstellen als admiraal en opperbevelhebber van Colombia. Hij vertrok spoorslags naar Zuid-Amerika. Ondertussen was Santander echter bij Bolívar in ongenade gevallen, waardoor deze aanstelling werd teruggedraaid. Aury maakte nog een wekenlange reis per kano en muilezel naar de Magdalena-rivier om bij Bolívar verhaal te halen. Deze was echter inmiddels alle ruzies zat, en wilde er niets meer van weten.
In maart 1820 viel Aury de provincie Chocó aan, die nog in handen van de Spaansgezinden was. Met zijn leger wist hij hen terug te dringen tot de stad Honda.
Op 30 augustus 1821 overleed Aury, nadat zijn paard hem afgeworpen had. Een jaar later werden de eilanden Providencia, San Andrés en Santa Catalina toegevoegd aan Colombia. Na zijn dood bracht Codazzi enkele documenten waarin de regering van Buenos Aires had beloofd de onkosten die hij onder hun vlag gemaakt had te vergoeden, naar zijn zuster in Parijs. Er zijn verslagen dat Aury in 1845 nog in leven zou zijn en in Havana zou wonen, maar deze berusten waarschijnlijk niet op waarheid.
Het Fort La Libertad werd na zijn dood omgedoopt tot Fort Aury, en is nu een Nationaal Monument van Colombia.

## De persoon Aury
Over de persoon Aury weten we iets door de dingen die tijdgenoten over hem geschreven hebben. Deze zijn misschien niet helemaal objectief, maar helpen toch om een beeld over hem te vormen. Zijn luitenant Codazzi beschreef hem in zijn memoires als:
Een man van middelbaar postuur, met steil haar, in het midden gescheiden, goed van hart en met een nobele en hoge intelligentie.
De Colombiaanse krant El Tiempo schreef:
Aury was dapper en vastbesloten maar had een onveranderlijke rechtheid van hart. Hij beoefende nooit de oorlog tot de dood en men kan hem van geen atrociteit beschuldigen.

## Vlag
Aury voerde een persoonlijke vlag. Deze bestond uit een wit vlak met een rode rand. In het midden waren een blauwe sabel en een blauwe olijftak afgebeeld, met daarboven een groene laurierkrans. Deze drie symbolen beeldden respectievelijk kracht, vrede en wijsheid uit.